# Pie and peas
El pie and peas es una empanada cuyo principal ingrediente son los guisantes (peas) en forma de pasta denominada mushy peas. Se trata de un plato tradicional del norte de Inglaterra. Los otros ingredientes son puré de papas sobre un bizcocho y todo ello servido con los mushy peas & pickled red cabbage.

## Social
A la gente procedente del norte de Inglaterra se le suele denominar de manera despectiva como a bit pie & peas, refiriéndose a su carácter provinciano y poco sofisticado.
- Datos: Q7191334